# Hieracium adakense
Hieracium adakense es una especie de planta con flor del género Hieracium, de la familia Asteraceae, orden Asterales.

## Distribución
Hieracium adakense se distribuye por Rusia Europea.

## Taxonomía
Fue descrita científicamente por Román Shliákov. Fue publicada en Arktichesk. Fl. SSSR 10: 361 (1987).